# Мужская сборная Гайаны по кёрлингу
Мужская сборная Гайаны по кёрлингу — представляет Гайану на международных соревнованиях по кёрлингу. Управляющей организацией выступает Федерация кёрлинга Гайаны (англ. Guyana Curling Federation).

## Результаты выступлений

### Панконтинентальные чемпионаты
| Год  | Место | И | В | П | Состав (четвёртый/скип, третий, второй, первый, запасной, тренер)                                           |
| ---- | ----- | - | - | - | --- |
| 2022 | 9     | 9 | 7 | 2 | Rayad Husain (скип), Jason Perreira, Baul Persaud, Khemraj Goberdhan, тренер: Paul Madgett                  |
| 2023 | 8     | 7 | 0 | 7 | Rayad Husain (скип), Baul Persaud, Darryl Narain, Khemraj Goberdhan, тренеры: Paul Madgett, Jordan Nicholls |

### Отборы зоны Америки на чемпионаты мира
(англ. Americas World Curling Championship Challenge, Americas Challenge)
| Год           | Место | И | В | П | Состав (четвёртый/скип, третий, второй, первый, запасной, тренер) |
| ------------- | ----- | - | - | - | ----------------------------------------------------------------- |
| 2018 (ноябрь) | 2     | 4 | 2 | 2 | Rayad Husain (скип), Jason Perreira, Daniel Toolsie, Baul Persaud |